# Falò del vecchione

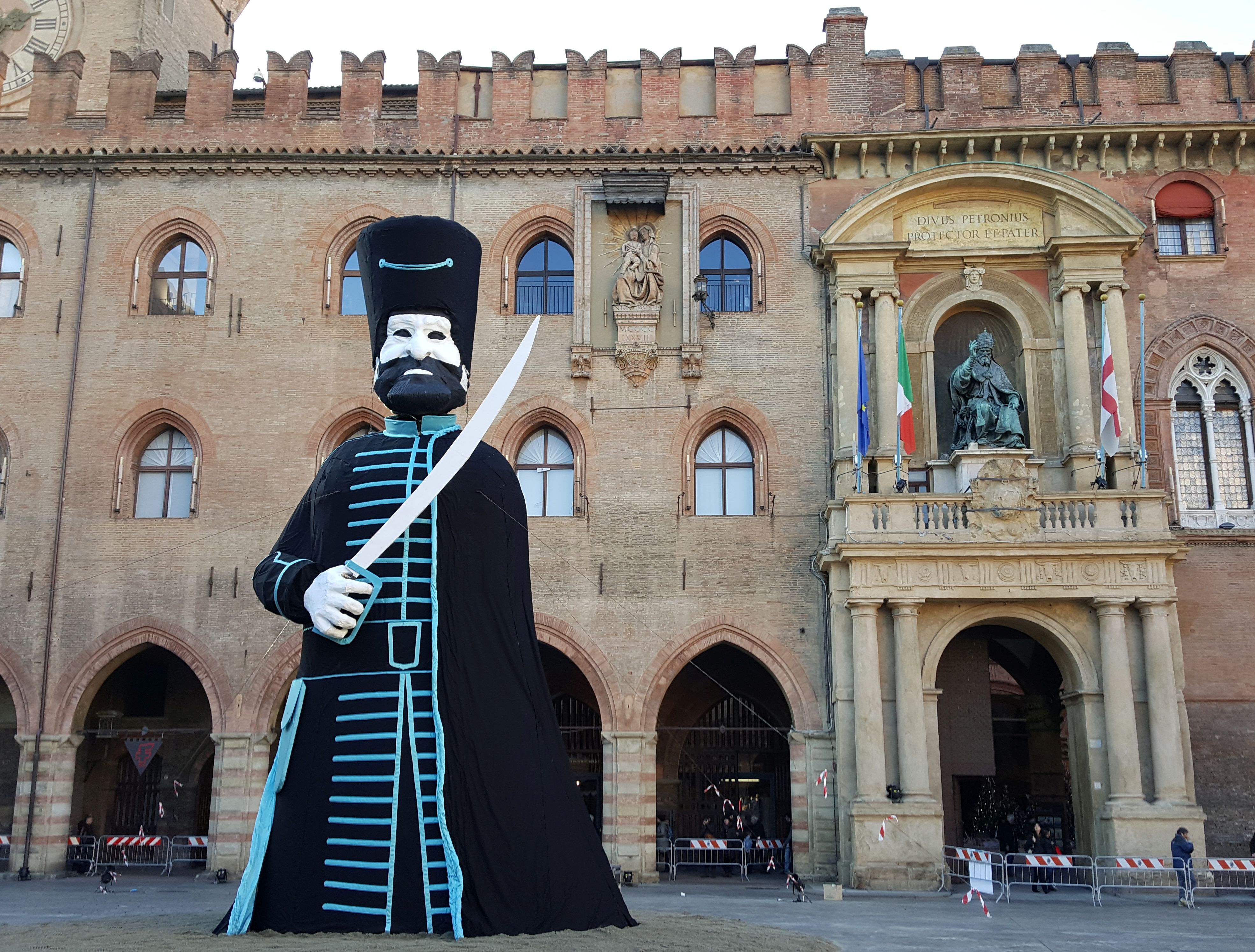
Bologna, Piazza Maggiore. Vecchione del capodanno 2016/17. Opera di Andrea Bruno.

Il falò del vecchione (al Vciån in dialetto bolognese) è un'antica e consolidata tradizione della città di Bologna e dei comuni limitrofi, oltre che di alcune aree del Modenese, che consiste nel rogo di un grande fantoccio dalle sembianze di vecchio (il vecchione) che avviene alla mezzanotte del 31 dicembre per festeggiare il Capodanno. Negli anni bisestili si è soliti bruciare un fantoccio con sembianze femminili (la vecchia).
La tradizione ha probabilmente radici comuni con gli altri falò di inizio anno tipici anche di Veneto, Friuli-Venezia Giulia, Emilia occidentale e il Mantovano.
Il vecchione rappresenta l'anno vecchio, che viene scaramanticamente bruciato come per volersi disfare dalle sue brutture e nella speranza che il seguente sia migliore.
A Bologna il rogo del vecchione avviene in Piazza Maggiore, dove la cittadinanza si raccoglie per stare in compagnia e assistere a spettacoli musicali e pirotecnici.
Per la prima volta dopo quasi un secolo, il falò non si è svolto il 31 dicembre 2020, a causa delle misure restrittive dovute all’emergenza coronavirus, e tale analoga circostanza si è ripetuta il 31 dicembre 2021.

## Artisti coinvolti
La progettazione del Vecchione è stata affidata a diversi artisti nel corso del tempo. 
Gli ultimi anni sono stati realizzati da:
- Gabriele Lamberti (1993-1994)
- Pirro Cuniberti (1994-1995)
- Emilio Tadini (1995-1996)
- Jean Michel Folon (1996-1997)
- Tullio Pericoli (1997-1998)
- Cuoghi&Corsello (2005-2006)
- Francesca Ghermandi (2007-2008)
- Ericailcane (2008-2009)
- Marco Dugo (2010-2011)
- Paper Resistance (2011-2012)
- PetriPaselli (2012-2013)
- To/Let (2013-2014)
- Andreco (2014-2015)
- Cristian Chironi (2015-2016)
- Andrea Bruno (2016-2017)
- collettivo Impresari (2017-2018)
- collettivo Cantieri Meticci (2019-2020)
- RAP (2020-2021)
- Igort (2023-2024)
- Fumettibrutti[2] (2024-2025)